# اچکا
اچکا (به صربی: Ečka) یک منطقهٔ مسکونی در صربستان است که در Zrenjanin City واقع شده‌است. اچکا ۴٬۵۱۳ نفر جمعیت دارد و ۷۱ متر بالاتر از سطح دریا واقع شده‌است.